# ویرتوس

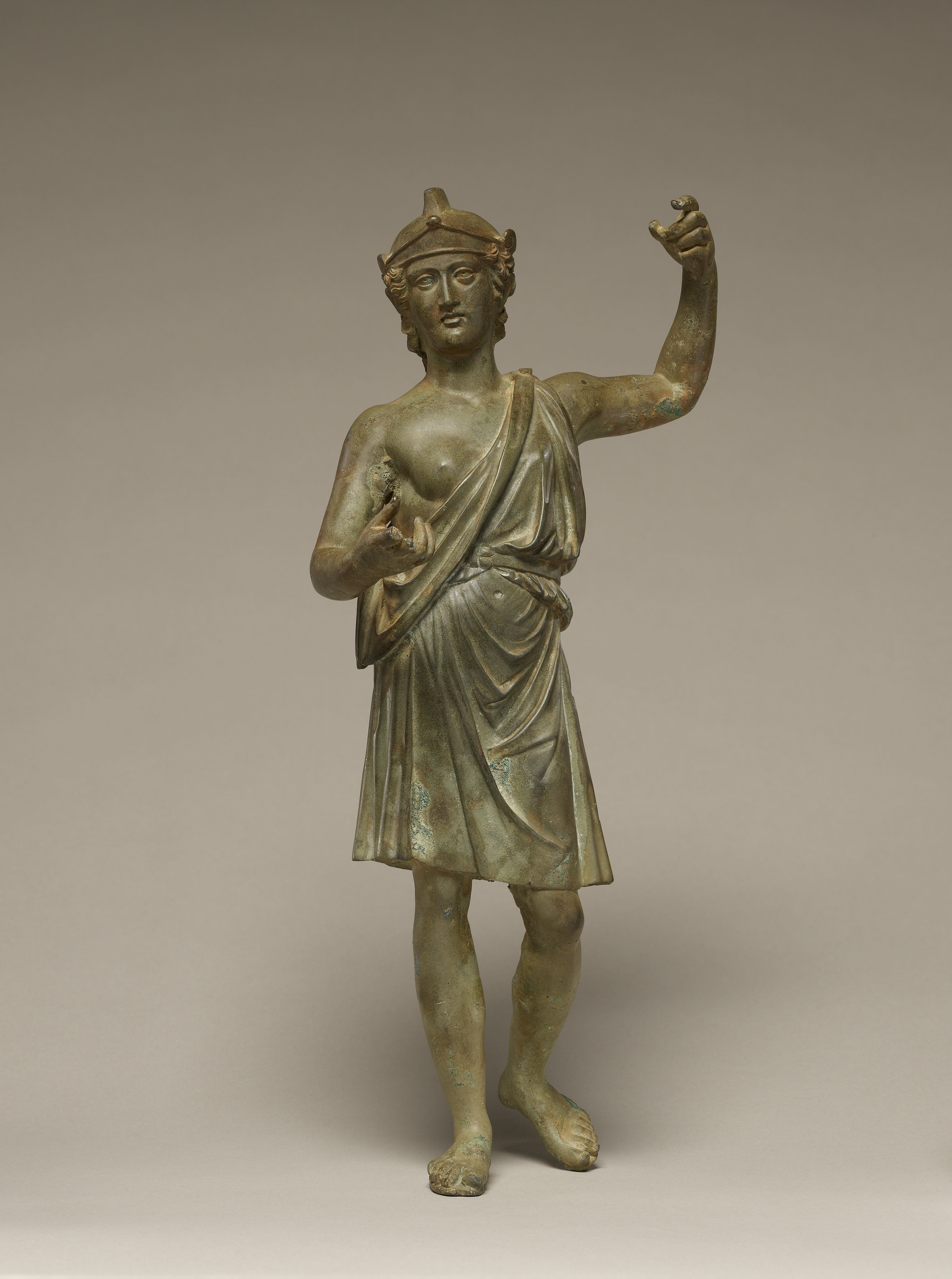
مجسمه برنزی روم باستان از روما یا ویرتوس در ویلای گتی

ویرتوس (انگلیسی: Virtus) فضیلت خاصی بود در روم باستان. ویرتوس معانی دلاوری، مردانگی، برتری، شجاعت، شخصیت و ارزش را دارد که به عنوان نقاط قوت مردانه تلقی می‌شود (از لاتین vir، "مرد"). بنابراین، این فضیلت مکرر امپراتران روم بود، و به عنوان یک خدای - ویرتوس (اسطوره) تجسم یافت.